# 岩井文男 (外交官)

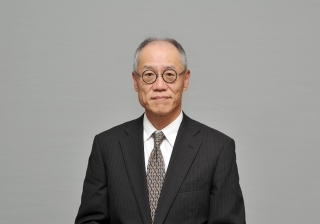
外務省より公表された公式肖像画像

岩井 文男（いわい ふみお、1960年9月13日 - ）は、日本の外交官。駐イラク特命全権大使、駐サウジアラビア特命全権大使、駐エジプト特命全権大使等を歴任。

## 経歴・人物
京都市出身。洛星高等学校を経て、1984年京都大学法学部卒業、外務省入省。エジプトで2年間アラビア語を学び、外務省経済協力局技術協力課課長補佐、外務省中近東アフリカ局中近東第二課課長補佐、総理府国際平和協力本部事務局参事官補佐、外務省経済協力局無償資金協力課首席事務官、在エジプト日本国大使館一等書記官、同参事官、国際連合日本政府代表部参事官、外務省中東アフリカ局中東第二課長、在イラク日本国大使館参事官、同公使、在ニューヨーク日本国総領事館領事、外務省大臣官房参事官兼中東アフリカ局アフリカ部、同審議官を経て、2015年駐イラク特命全権大使。2018年内閣府国際平和協力本部事務局長。2020年駐サウジアラビア特命全権大使。2024年駐エジプト特命全権大使。

## 同期
- 有吉勝秀（23年コスタリカ大使・20年エルサルバドル大使）
- 礒正人（22年クロアチア大使・18年デュッセルドルフ総領事）
- 伊藤康一（24年ギリシャ大使・20年ニュージーランド大使）
- 伊藤直樹（24年ベトナム大使・19年バングラデシュ大使・17年シカゴ総領事）
- 今村朗（23年セルビア大使・20年ジョージア大使・23年セルビア大使）
- 大森茂（17年セネガル大使・15年法務省名古屋入国管理局長）
- 岡田隆（20年アフガニスタン大使）
- 岡庭健（24年アラブ首長国連邦大使・21年ケニア大使）
- 菊田豊（21年ネパール大使・18年ナイジェリア大使）
- 下川眞樹太（22年フランス、アンドラ大使・19年ベルギー大使・17年大臣官房長・16年国際文化交流審議官）
- 杉山明（24年ノルウェー大使・21年特命全権大使（国際テロ対策・組織犯罪対策協力担当）・18年スリランカ大使・17年儀典長・15年内閣審議官・13年山形県警察本部長）
- 鈴木哲（19年インド大使・17年総合外交政策局長・16年国際情報統括官）
- 竹若敬三（21年北極担当大使・19年ラオス大使）
- 千葉明（22年バチカン大使、19年ASEAN大使・16年ロサンゼルス総領事）
- 梨田和也（19年タイ大使・17年国際協力局長）
- 藤山美典（22年スイス兼リヒテンシュタイン大使）
- 藤原直（21年エディンバラ総領事）
- 正木靖（23年インドネシア大使・20年EU大使・17年欧州局長）
- 森下敬一郎（21年エクアドル大使・17年コロンビア大使）
- 山上信吾（20年オーストラリア大使・18年経済局長・17年国際情報統括官）
- 山田洋一郎（22年モルドバ大使・20年立命館アジア太平洋大学アジア太平洋学部教授（出向）・17年シアトル総領事）
- 山野内勘二（22年カナダ大使・18年ニューヨーク総領事・16年経済局長）